# Giorgio Guglielmo di Brandeburgo
Giorgio Guglielmo di Hohenzollern (Berlino, 13 novembre 1595 – Königsberg, 1º dicembre 1640) fu Margravio e principe elettore di Brandeburgo e Duca di Prussia (1619-1640).

## Biografia
Era figlio del Margravio Giovanni Sigismondo di Brandeburgo e di Anna di Prussia. Il suo regno fu segnato dalle vicende della Guerra dei Trent'anni. Nel 1619 Giorgio Guglielmo ereditò la Marca di Brandeburgo e il Ducato di Prussia. Durante la guerra dei trent'anni egli tentò di mantenersi neutrale tra le forze cattoliche del Sacro Romano Impero e quelle dei principati protestanti. Dal momento che sua sorella Maria Eleonora del Brandeburgo era Regina di Svezia, Giorgio Guglielmo dovette destreggiarsi tra le richieste di assistenza dal cognato protestante, il Re Gustavo II Adolfo di Svezia e i propri consiglieri tra i quali spiccavano, su un fronte, i protestanti e sull'altro, il proprio Cancelliere, il cattolico Conte Adam von Schwarzenberg.
Malgrado il suo proposito di neutralità, venne costretto dal cognato Gustavo Adolfo ad unirsi alle forze protestanti nel 1631. Il suo governo fu ad ogni modo spossato e inconcludente, dal momento che anche tutti gli affari di governo del Brandeburgo-Prussia erano stati lasciati completamente nelle mani di Schwarzenberg e il paese soffrì largamente a causa della guerra. Protestanti e cattolici si scontrarono su questi terreni, derubando, incendiando e decimando la popolazione.
Con la morte del cognato, avvenuta nel 1632, Giorgio Guglielmo rimase schierato con gli svedesi sino alla loro sconfitta nella Battaglia di Nördlingen, il 6 settembre 1634. Giorgio Guglielmo ritornò quindi nel Brandeburgo quando venne siglata la Pace di Praga con l'Imperatore Ferdinando II il 30 maggio 1635. Lasciando Schwarzenberg incaricato del governo, Giorgio Guglielmo si ritirò nel 1637 nella vicina regione del Ducato di Prussia dove visse quasi confinato sino alla propria morte, avvenuta a Königsberg nel 1640. Gli succedette il figlio Federico Guglielmo.

## Sulla politica di Giorgio Guglielmo

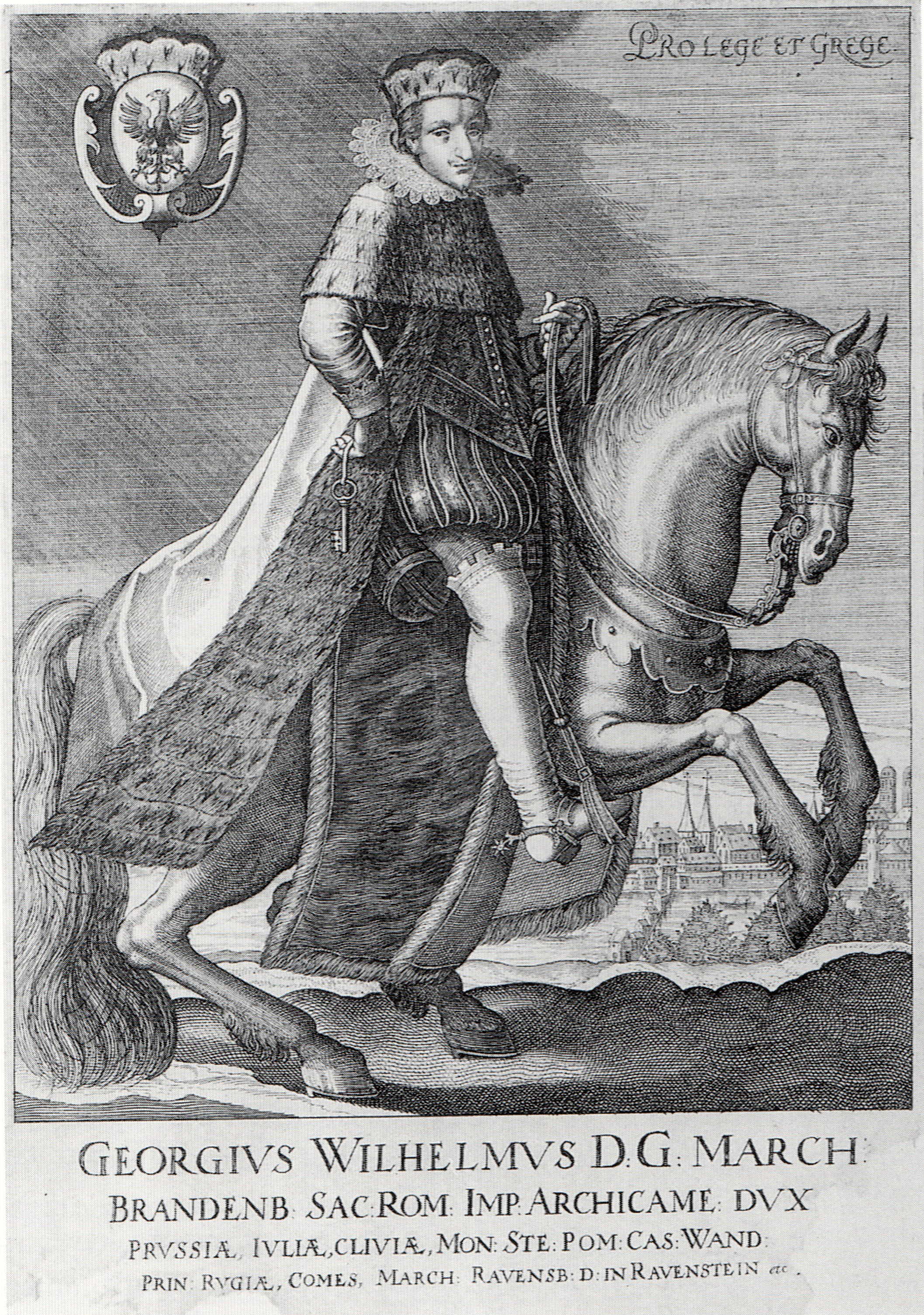
Incisione raffigurante Giorgio Guglielmo del Brandeburgo

Giorgio Guglielmo è considerato un governante debole e poco volitivo. Da un lato era impegnato con l'imperatore cattolico Ferdinando II, dall'altro era legato dal matrimonio della sorella con il re svedese Gustavo II Adolfo, condividendone la stessa denominazione protestante. Così gettò nel caos il suo Paese attraverso la sua politica che oscillava da una parte e dall'altra dei due campi di battaglia. Wallenstein ebbe a dire:
(Bentzien, p. 63)
Il suo pronipote, Federico il Grande, più tardi, scrisse di lui che visse in un periodo sfortunato, se è vero che Giorgio Guglielmo non guidò mai un'armata, prima che i combattenti della Guerra dei Trent'anni distruggessero le sue terre, dove i risultati negativi poterono essere visti anche molti anni dopo.

## Discendenza
Sposò, nel 1616, Elisabetta Carlotta di Wittelsbach-Simmern (1597-1660), figlia di Federico IV Elettore Palatino. Ebbero quattro figli:
- Luisa Carlotta (1617-1676), sposò Giacomo Kettler, duca di Curlandia e Semigallia, ebbero nove figli;
- Federico Guglielmo (1620-1688);
- Edvige Sofia (1623-1683), sposò Guglielmo VI d'Assia-Kassel, ebbero sette figli
- Giovanni Sigismondo (1624).

## Ascendenza
|                                     |                      |                                    | Genitori                       |  |  | Nonni |  |  | Bisnonni                        |  |  | Trisnonni                    |  |
|                                     |                      |                                    |                                |  |  |       |  |  | Giovanni Giorgio di Brandeburgo |  |  | Gioacchino II di Brandeburgo |  |
|                                     |                      |                                    |                                |  |  |       |  |  | Giovanni Giorgio di Brandeburgo |  |  | Gioacchino II di Brandeburgo |  |
|                                     |                      | Maddalena di Sassonia              |                                |  |  |       |  |  | Giovanni Giorgio di Brandeburgo |  |  |                              |  |
| Gioacchino Federico di Brandeburgo  |                      |                                    |                                |  |  |       |  |  | Giovanni Giorgio di Brandeburgo |  |  |                              |  |
|                                     |                      | Sofia di Legnica                   | Federico II di Legnica         |  |  |       |  |  |                                 |  |  |                              |  |
|                                     |                      | Sofia di Legnica                   | Federico II di Legnica         |  |  |       |  |  |                                 |  |  |                              |  |
|                                     |                      | Sofia di Legnica                   | Sofia di Brandeburgo-Ansbach   |  |  |       |  |  |                                 |  |  |                              |  |
| Giovanni Sigismondo di Brandeburgo  |                      | Sofia di Legnica                   |                                |  |  |       |  |  |                                 |  |  |                              |  |
|                                     |                      | Giovanni di Brandeburgo-Küstrin    | Gioacchino I di Brandeburgo    |  |  |       |  |  |                                 |  |  |                              |  |
|                                     |                      | Giovanni di Brandeburgo-Küstrin    | Gioacchino I di Brandeburgo    |  |  |       |  |  |                                 |  |  |                              |  |
|                                     |                      | Giovanni di Brandeburgo-Küstrin    | Elisabetta di Danimarca        |  |  |       |  |  |                                 |  |  |                              |  |
| Caterina di Brandeburgo-Küstrin     |                      | Giovanni di Brandeburgo-Küstrin    |                                |  |  |       |  |  |                                 |  |  |                              |  |
|                                     |                      | Caterina di Brunswick-Wolfenbüttel | Enrico V di Brunswick-Lüneburg |  |  |       |  |  |                                 |  |  |                              |  |
|                                     |                      | Caterina di Brunswick-Wolfenbüttel | Enrico V di Brunswick-Lüneburg |  |  |       |  |  |                                 |  |  |                              |  |
|                                     |                      | Caterina di Brunswick-Wolfenbüttel | Maria di Württemberg           |  |  |       |  |  |                                 |  |  |                              |  |
| Giorgio Guglielmo di Brandeburgo    |                      | Caterina di Brunswick-Wolfenbüttel |                                |  |  |       |  |  |                                 |  |  |                              |  |
|                                     | Alberto I di Prussia | Federico I di Brandeburgo-Ansbach  |                                |  |  |       |  |  |                                 |  |  |                              |  |
|                                     | Alberto I di Prussia | Federico I di Brandeburgo-Ansbach  |                                |  |  |       |  |  |                                 |  |  |                              |  |
|                                     | Alberto I di Prussia | Sofia di Polonia                   |                                |  |  |       |  |  |                                 |  |  |                              |  |
| Alberto Federico di Prussia         | Alberto I di Prussia |                                    |                                |  |  |       |  |  |                                 |  |  |                              |  |
|                                     |                      | Anna Maria di Brunswick-Lüneburg   | Eric I di Brunswick-Lüneburg   |  |  |       |  |  |                                 |  |  |                              |  |
|                                     |                      | Anna Maria di Brunswick-Lüneburg   | Eric I di Brunswick-Lüneburg   |  |  |       |  |  |                                 |  |  |                              |  |
|                                     |                      | Anna Maria di Brunswick-Lüneburg   | Elisabetta di Brandeburgo      |  |  |       |  |  |                                 |  |  |                              |  |
| Anna di Prussia                     |                      | Anna Maria di Brunswick-Lüneburg   |                                |  |  |       |  |  |                                 |  |  |                              |  |
|                                     |                      | Guglielmo di Jülich-Kleve-Berg     | Giovanni III di Kleve          |  |  |       |  |  |                                 |  |  |                              |  |
|                                     |                      | Guglielmo di Jülich-Kleve-Berg     | Giovanni III di Kleve          |  |  |       |  |  |                                 |  |  |                              |  |
|                                     |                      | Guglielmo di Jülich-Kleve-Berg     | Maria di Jülich-Berg           |  |  |       |  |  |                                 |  |  |                              |  |
| Maria Eleonora di Jülich-Kleve-Berg |                      | Guglielmo di Jülich-Kleve-Berg     |                                |  |  |       |  |  |                                 |  |  |                              |  |
|                                     |                      | Maria d'Austria                    | Ferdinando I d'Asburgo         |  |  |       |  |  |                                 |  |  |                              |  |
|                                     |                      | Maria d'Austria                    | Ferdinando I d'Asburgo         |  |  |       |  |  |                                 |  |  |                              |  |
|                                     |                      | Maria d'Austria                    | Anna Jagellone                 |  |  |       |  |  |                                 |  |  |                              |  |
|                                     |                      | Maria d'Austria                    |                                |  |  |       |  |  |                                 |  |  |                              |  |